# Ludus Magnus
Ludus Magnus (Великий полігон) або Велика гладіаторська школа — найбільша гладіаторська арена стародавнього Риму, одна з чотирьох подібних шкіл, побудованих за часів імператора Доміціана (81–96) в долині між пагорбами Есквілін і Целій на території, яка на той час вже була зайнята будівлями Римської республіки й Октавіана Августа.

## Історичні відомості
Руїни, які збереглись досі, відносяться до другого етапу будівництва, що велось за імператора Траяна (98–117). Їх можна побачити між сучасними вулицями Віа Лабікана і Сан Джованні ін Латерано.
У школі була власна арена у формі еліпсу розмірами 62 на 45 метрів приблизно на 3000 місць і невеликий мармуровий амфітеатр, оточений колонадою. По чотирьох кутах залу гладіаторів стояли фонтани.
Будівля знаходилась на схід від Колізею, з яким школа з'єднувалася за допомогою підземної галереї. Вхід в галерею має ширину 2,17 м зі сторони амфітеатру. Школи гладіаторів галерея досягала в районі південно-західного кута. Галерея не була завершена за Доміціана, а урочисто відкрилась за часів імператора Адріана.
Останки комплексу були виявлені в 1937, а подальші розкопки припинились лише через 20 років. Назва та терміни будівництва Людус Магнус відомі завдяки античним джерелам. Існує також його план, який був знайдений серед фрагментів мармурового плану Риму (Forma Urbis), створеного в епоху Септімія Севера у 203–211 роках.
Комплекс був побудований повністю з цегли з прямокутним планом на трьох рівнях за класичною моделлю, в центрі якої був широкий портик з двома рядами тосканських колон з травертину.
Клітки гладіаторів були розкопані в північній стороні будівлі. Збереглись 14 зі 130 комірок житла на першому поверсі, де гладіатори спали на підлозі. Кожна кімната займала 20 м².
Головний вхід знаходився на північних сходах, що вели на сучасну Via Labicana.
Після того, як гладіаторські бої були заборонені у V столітті, школа припинила своє існування, і почався поступовий занепад її будівлі.

## Галерея

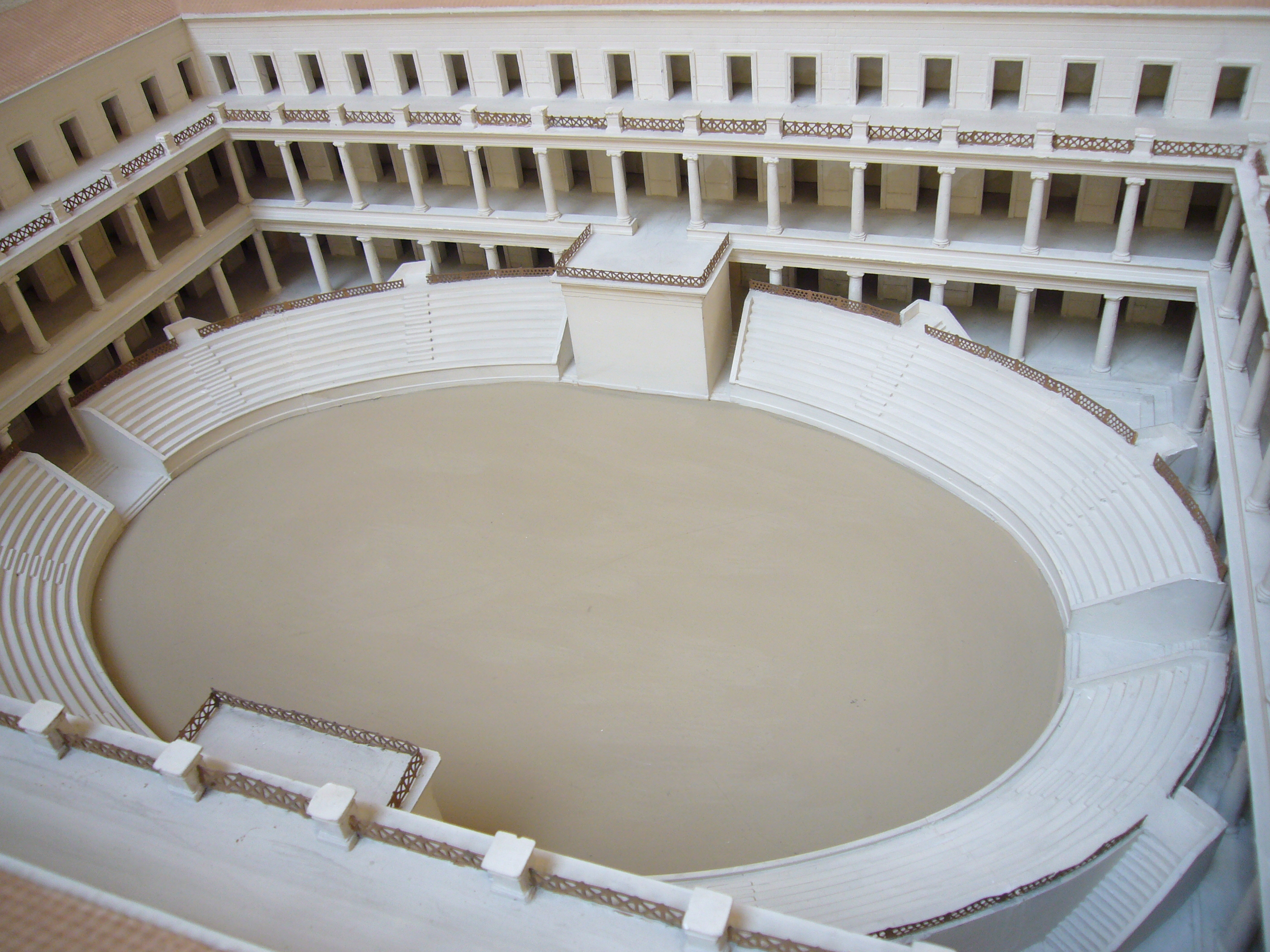
Макет
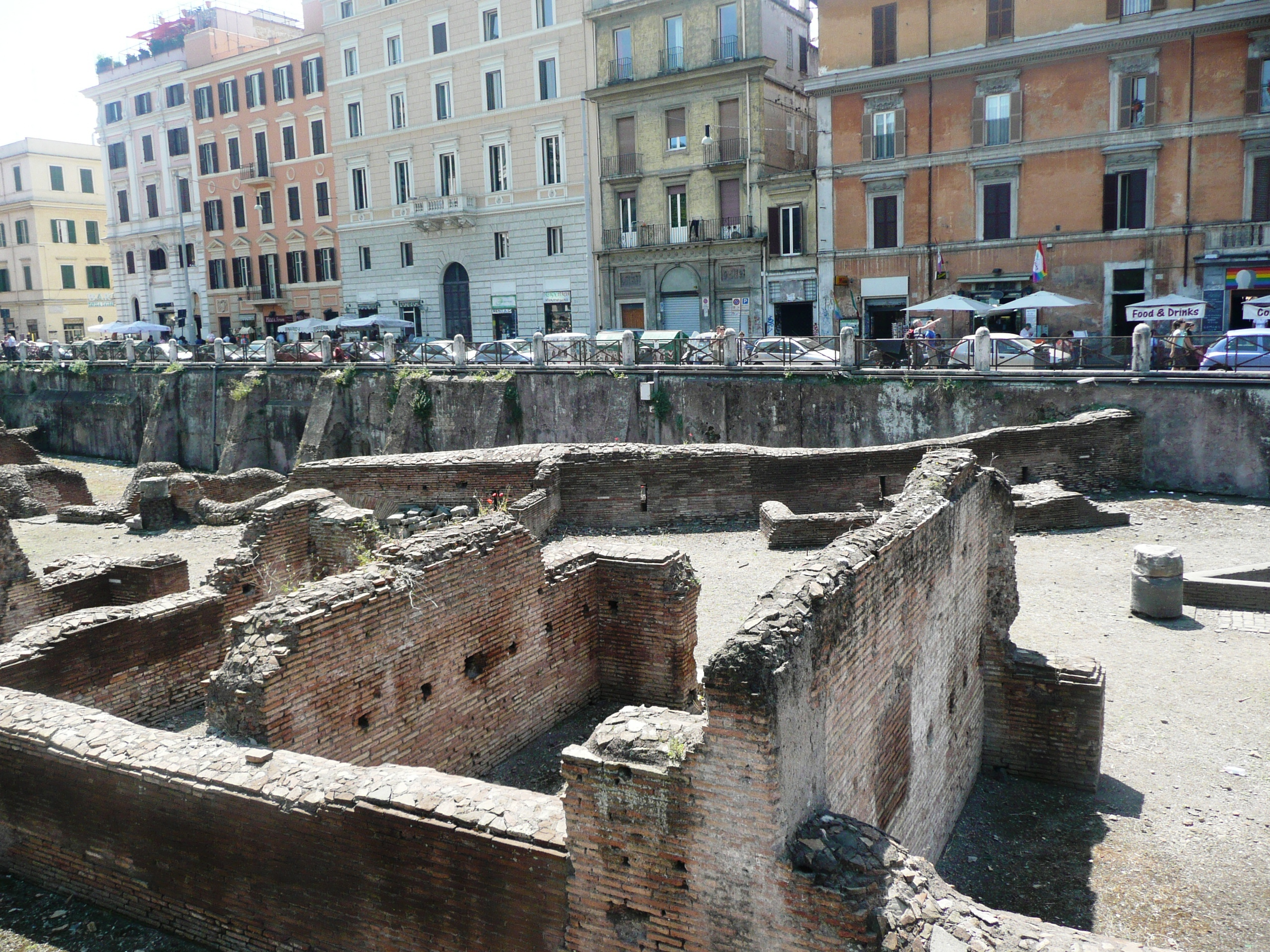
Руїни
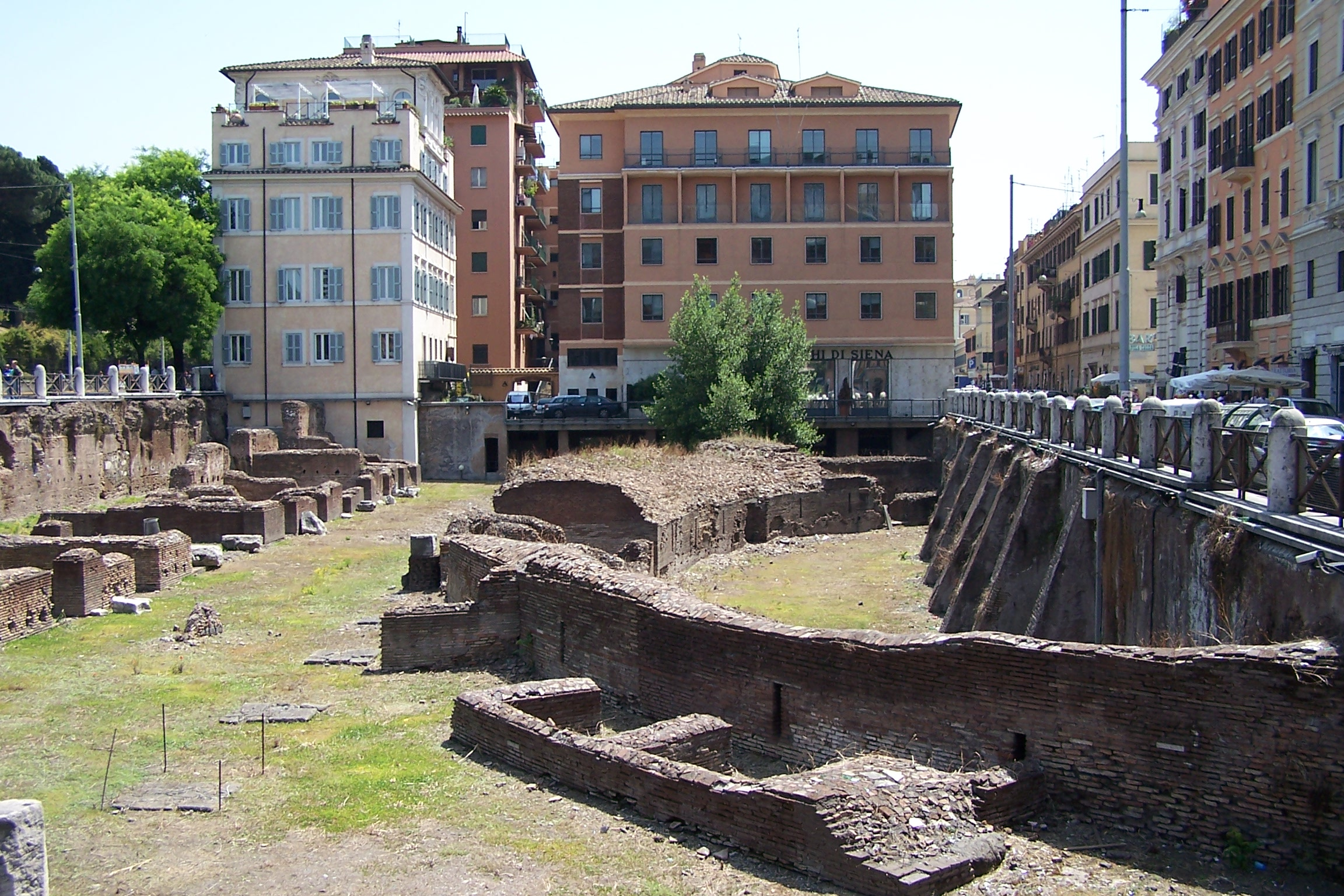
Руїни
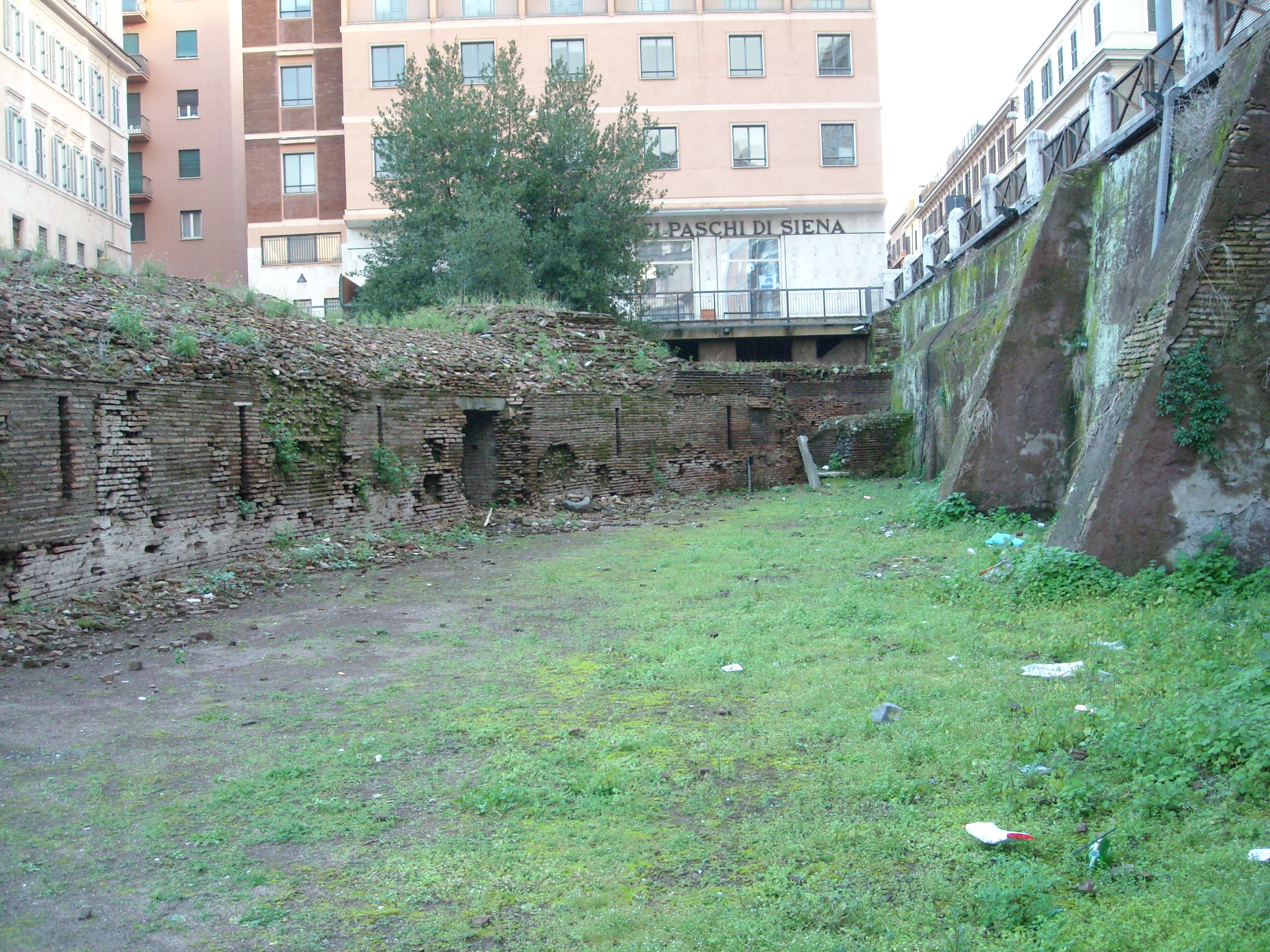
Інтер'єр арени
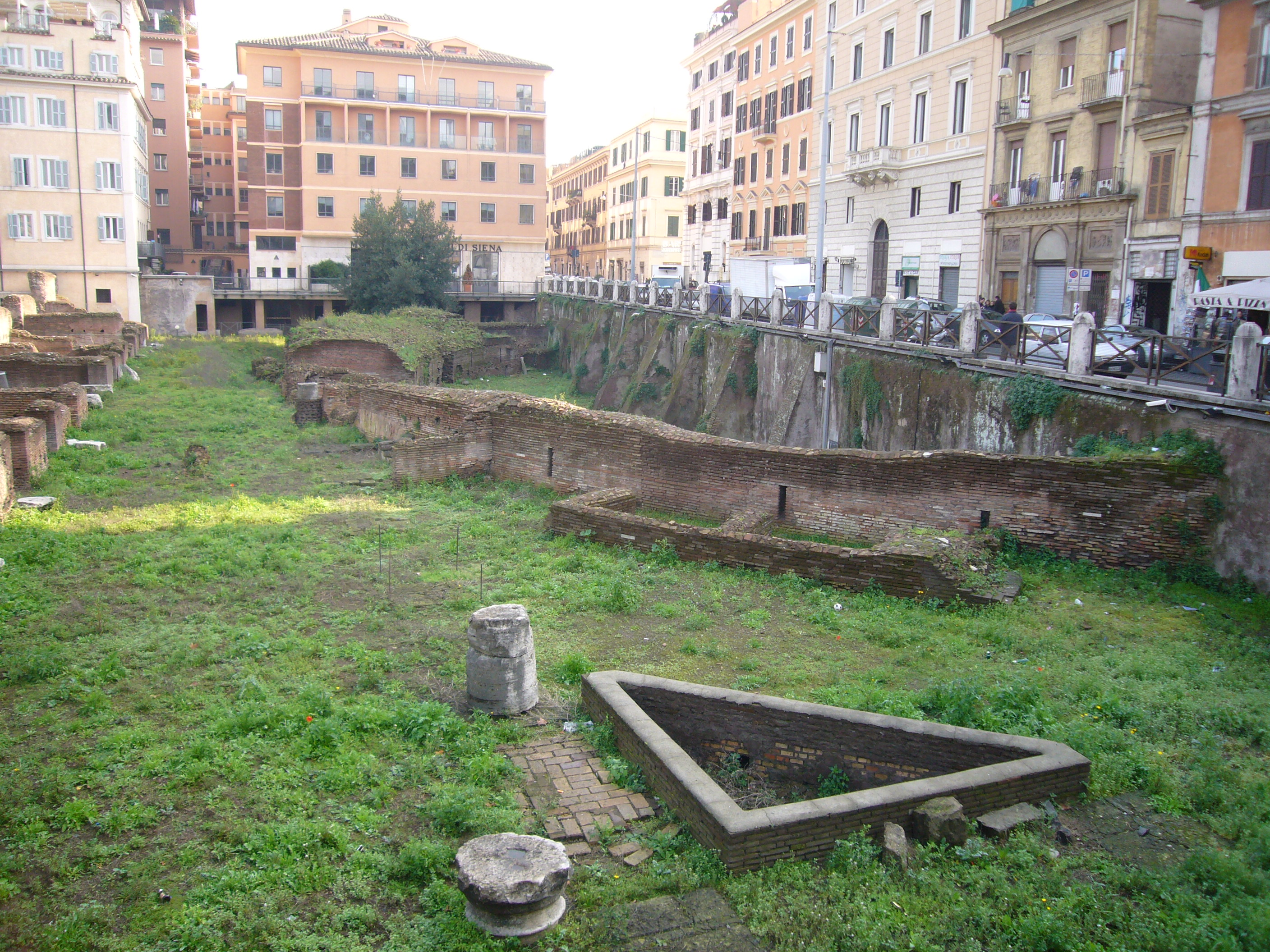
Похил гладіаторської арени. На першому поверсі — місце для водограю
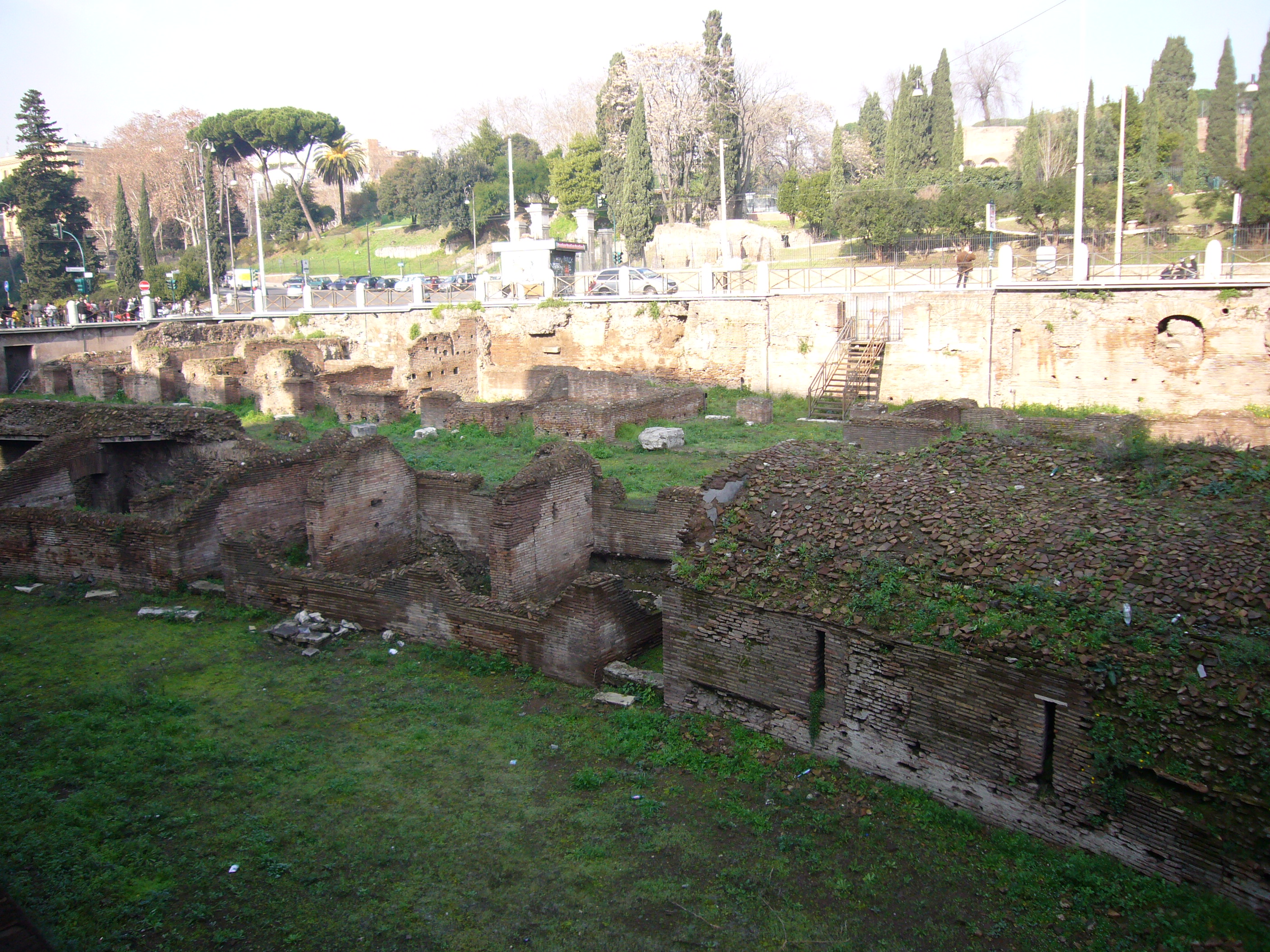
Структура ярусів
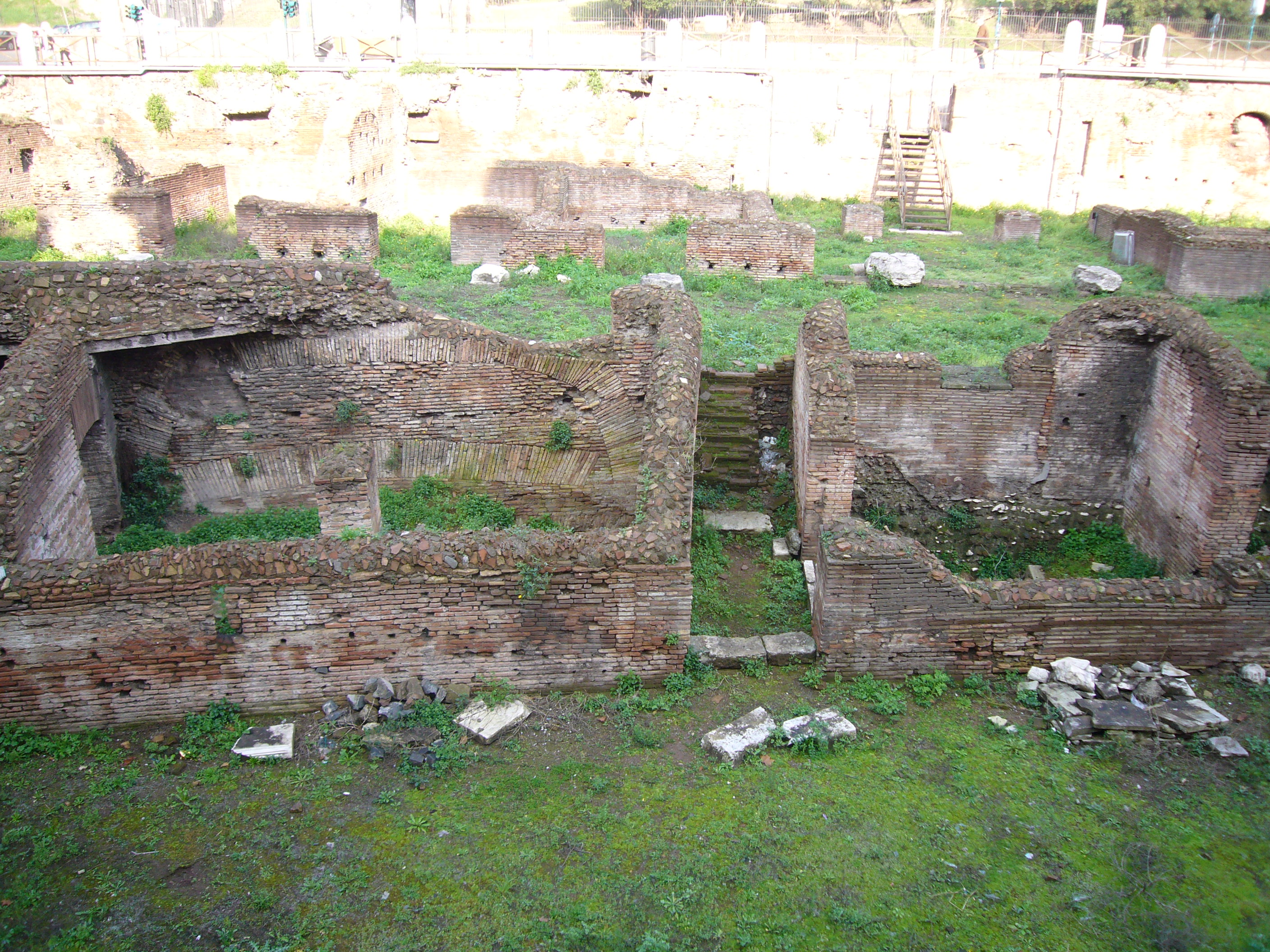
Прохід
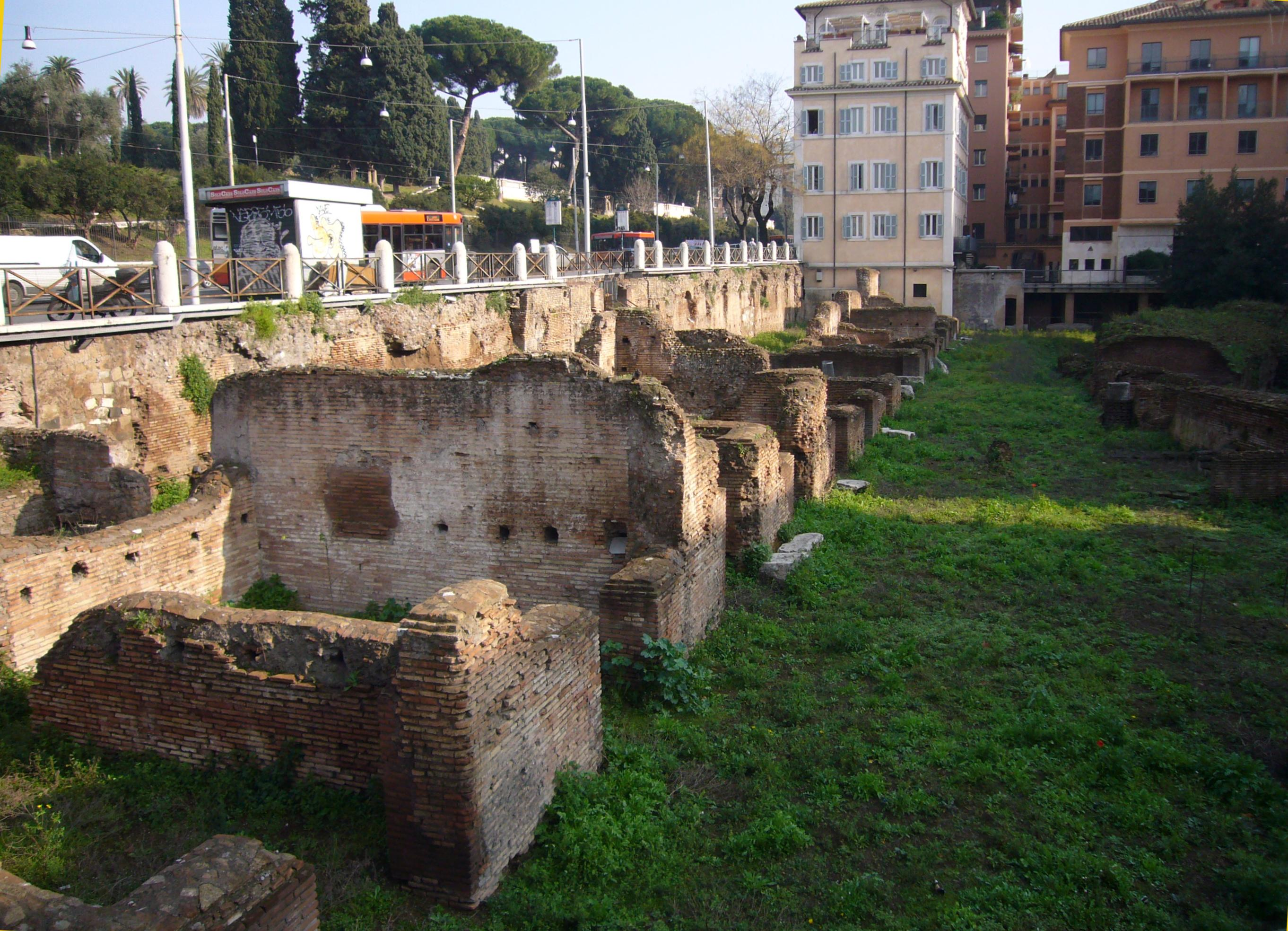
Залишки кліток гладіаторів
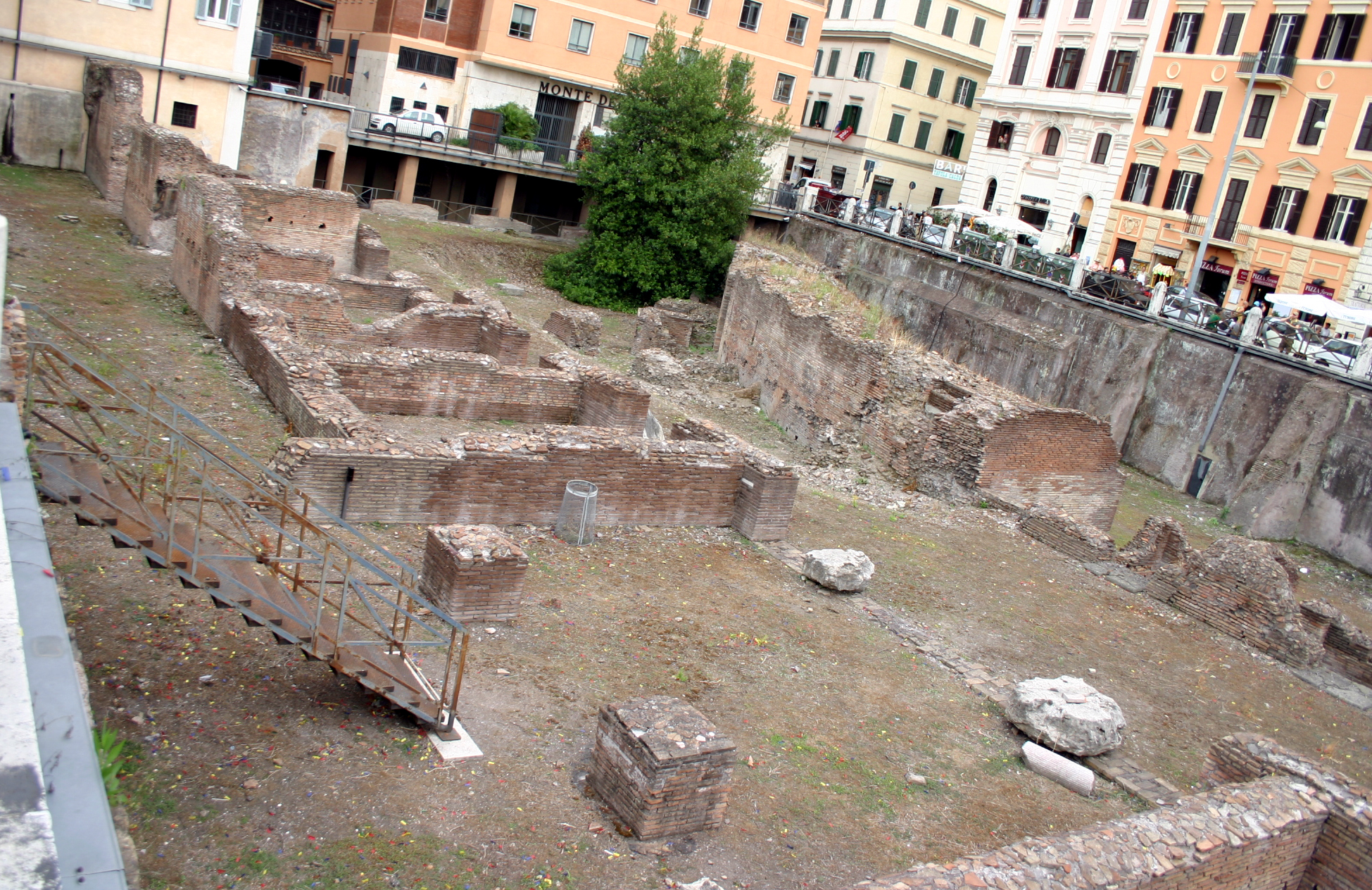
Залишки кліток гладіаторів